# Miguel Albero Suárez
Miguel Albero Suárez (Madrid, 12 de marzo de 1967) es Licenciado en Derecho por la Universidad Complutense de Madrid y diplomático español.
Igualmente ha comisariado varias exposiciones y es escritor.

## Trayectoria
Empezó su carrera como Jefe de Servicio (1992-1993) de Países Limítrofes en la Subdirección de Europa Occidental en la Dirección General de Europa y posteriormente como Segunda Jefatura (1993-1996) en la Embajada de España en Dakar.
Fue responsable del gabinete (1996-1999) del Director del Instituto Cervantes y posteriormente Director (1999-2002) del Instituto Cervantes en Roma.
Cónsul general de España en Mendoza y Consejero de Asuntos Culturales en San José de Costa Rica.
Hasta 2012 asumió el cargo de Jefe del Departamento de Cooperación y Promoción de la Dirección de Relaciones Culturales de AECID.
De octubre del 2012, hasta su nombramiento como Embajador en la República de Honduras con fecha 22 de noviembre de 2013, fue director de Programación de la Acción Cultural Española (AC/E).
A finales de 2017, asumió la Dirección Cultural y Relaciones Institucionales de la Biblioteca Nacional.
En agosto de 2018 fue nombrado Director de Relaciones Culturales y Científicas de la AECID.
En junio de 2020 se publicó la asignación del puesto de Consejero (Asuntos Culturales) en la Embajada de España en Estados Unidos.
En enero de 2025 fue ascendido a la categoría de Ministro Plenipotenciario de segunda clase.

## Exposiciones
Ha sido comisario de las siguientes exposiciones de fotografía: Roma 2000, Una Mirada Española; España en Roma; Costa Rica, Objetivo Pura Vida: Cuatro fotógrafos españoles de naturaleza miran Costa Rica.
En el 2005, como parte del acto de clausura en Mendoza (Argentina) de la muestra Quino, 50 años hizo entrega al dibujante y humorista argentino Joaquín Salvador Lavado, Quino, de la Orden de Isabel la Católica.

## Producción Literaria
"Esa manía irresistible de escribir -según la acepción de la RAE- le ha llevado a tocar los palos más importantes de una de las siete artes clásicas: novela, ensayo y poesía."
Como escritor ha ganado, entre otros, el XXI premio de poesía Jaime Gil de Biedma por Sobre Todo Nada.
Su obra Godot sigue sin venir obtuvo el VII Premio de Ensayo Ciudad de Málaga José María González Ruiz (2015).
Su novela Mal obtuvo el XXI Premio de Novela Vargas Llosa, convocado por la Fundación Caja Mediterráneo, la Universidad de Murcia y la Cátedra Vargas Llosa de la Fundación Biblioteca Virtual Miguel de Cervantes (2016).
Con Ya nada será igual obtuvo el Premio de Novela Ciudad de Badajoz (2022).
Sus primeras publicaciones las realizó bajo el seudónimo de Gabriel Lumeo:
- Traductor de El extraño caso de La Hanau 1609 de Umberto Eco (Julio Ollero 1990).
- Principiantes: inventarios de comienzos sin final feliz (Editorial Efímera 2002 y Tusquets 2004). Novela traducida al francés (Actes Sud 2006) como Les perdants héroïques: inventaire de débuts sans fin heureuse y al italiano (Gran Vía Edizioni 2007) como Principianti. Inventario di inizi senza lieto fine.
- Cruces (Editorial Efímera 2005 y Ediciones de la Discreta 2008).
- Selección de textos: Saírtemis y otros (Novela Española Contemporánea-Biblioteca Virtual Miguel de Cervantes/Universidad de Alicante 2006).[15]
- Enfermos del libro: breviario personal de bibliopatías propias y ajenas (Universidad de Sevilla 2009 y 2013), que fue el libro oficial de la Feria del libro Antiguo de Sevilla 2009.
- Selección y prólogo de Defensa personal: Antología poética, 1992-2006 de Juan Bonilla (Renacimiento 2009).
- Ya queda menos (ZUT 2011).
- Poemario: Sobre Todo Nada: glosario de la Dos tres tres de Roberto Bunin (1950-2009) (Visor 2011).
- Lenta venganza (ZUT 2012).
- Instrucciones para fracasar mejor: una aproximación al fracaso (Abada 2013).
- Poemario: Lista de esperas (Abada 2014).
- Ensayo: Godot sigue sin venir. Vademécum de la espera (Páginas de Espuma 2016).
- Poemario: Volver (Renacimiento 2016).
- Roba este libro. Introducción a la bibliocleptomanía (Abada 2017).
- Poemario: De estas Honduras mis estampas (Colección Mano Nostra 2017).
- Incluido en la antología poética Legado de generaciones (Flor de Caña 2017).
- Novela: Mal (Aguaclara 2017).[16]
- Esto se acaba - Cartografía de lo efímero (Abada 2018).
- Efímera (Colección Vandalia, Fundación José Manuel Lara 2019).
- Fake - La invasión de lo falso (Espasa 2020).
- La orgía callada: Lectura ilustrada del lector de libros (Abada 2020).
- Blanca Luz Brum: una conversación, seis postales y una vida (ZUT 2022).
- Ensayo Ruido: radiografía de una expansión silenciosa  (Abada 2022)  y poemario Silencio (Abada 2022).[17]
- Novela: Ya nada será igual (Alrevés 2023).
- Ensayo Diccionario provisional de Pérdidas (Abada 2024).
- Artículos de Miguel Albero Suárez en El País.

## Audiovisuales
Bibliófilo y cinéfilo por igual, ha apoyado la producción audiovisual e integrado el jurado de festivales y concursos.
En el plano personal, ha combinado ambas pasiones a través de su participación en los largometrajes:
- Después de tantos años (1994), dirección de Ricardo Franco y producción de Imanol Uribe: «En la primavera de 1993 aparecieron Ricardo Franco e Imanol Uribe por Torroella y me contaron una historia "muy bonita": querían hacer una segunda parte de El desencanto, pero que no tendría nada que ver con la primera y que trataría más de nuestras obras, de la de Leopoldo y de la mía (...) En la idea inicial, además de los tres hermanos, participaba un cuarto personaje, Miguel Albero, un joven diplomático que conocía muy bien nuestra obra y que iba a hacer de hilo conductor de la trama, para unir las historia de los hermanos».[18]
- Veinticinco años después de la muerte de Jaime Gil de Biedma (2015), dirección de Luis Ordóñez y producción de Yolanda Ochando, aportando su sagaz punto de vista sobre el poeta barcelonés.

- Datos: Q16607123
- Multimedia: Miguel Albero / Q16607123